# Igreja do Loreto

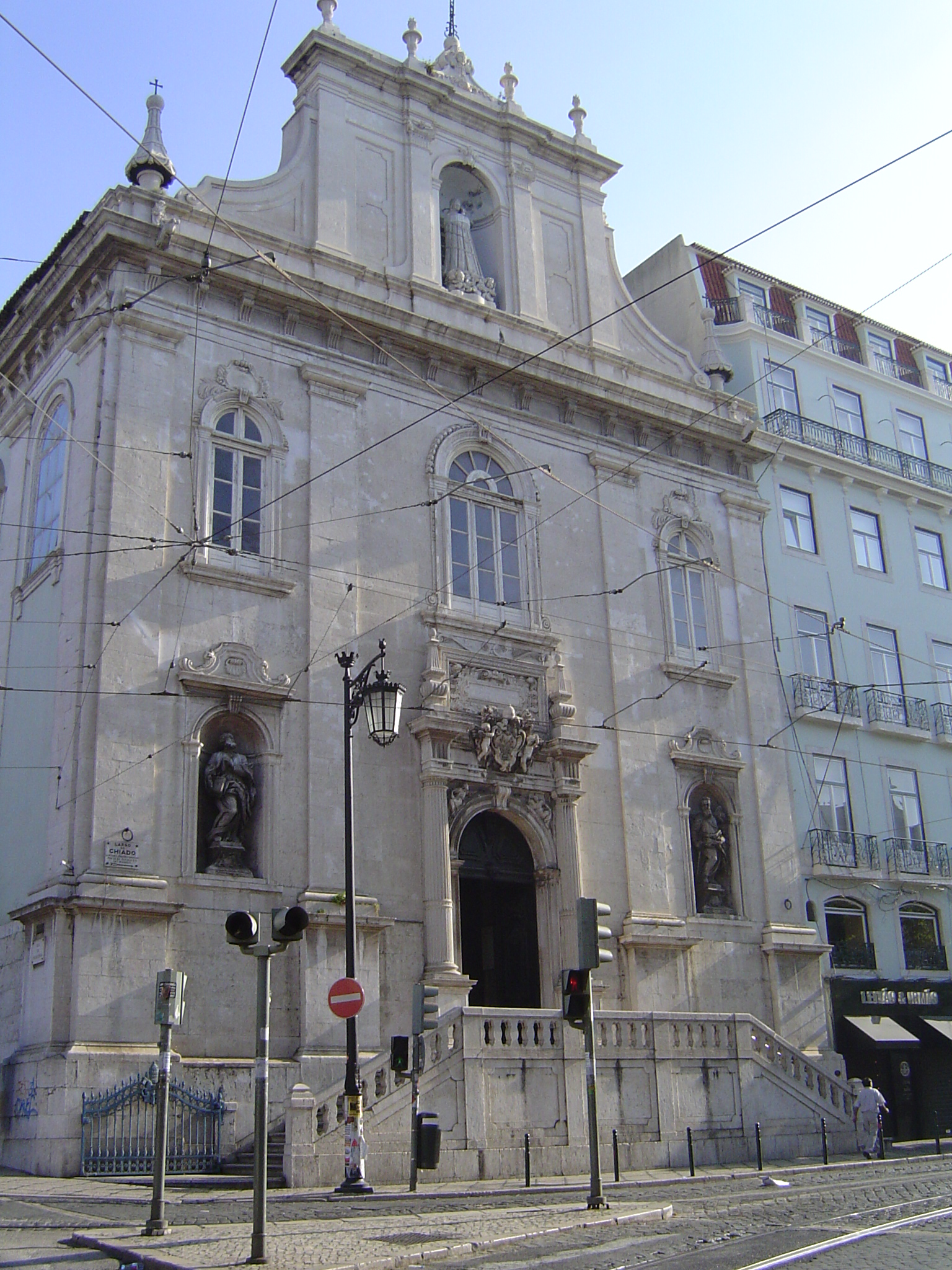
Igreja do Loreto

Die Igreja Nossa Senhora do Loreto („Kirche Unserer Lieben Frau von Loreto“), auch Igreja dos Italianos genannt, ist eine römisch-katholische Pfarrkirche im Zentrum der portugiesischen Hauptstadt Lissabon. Sie befindet sich an der Nordseite des Largo do Chiado. Die Kirche ist Unserer Lieben Frau von Loreto geweiht.

## Geschichte
Die erste Loretokirche wurde 1522 für die venezianischen und genuiesischen Kaufleute der Stadt errichtet. Bei einem Erdbeben am 1. November 1755 wurde die Kirche stark beschädigt und 1785 unter Leitung des Architekten José da Costa e Silva wieder aufgebaut. Die einschiffige Kirche hat nach dem Vorbild der zwölf Apostel zwölf Seitenkapellen. An der Fassade befindet sich über einem Bildnis der Gottesmutter das päpstliche Wappen, das von zwei Engeln getragen wird. Die von einem unbekannten Orgelbauer geschaffene Orgel stammt aus dem 18. Jahrhundert.